# Отдел внешних церковных связей Московского патриархата
Отде́л вне́шних церко́вных свя́зей Моско́вского патриарха́та (ОВЦС; до августа 2000 года — Отде́л вне́шних церко́вных сноше́ний) — одно из синодальных учреждений Русской православной церкви. Учреждён 4 апреля 1946 года.
С 7 июня 2022 года председатель — митрополит Волоколамский Антоний (Севрюк).

## История
20 сентября 1918 года Поместный собор Православной российской церкви «ради разрешения трудностей, лежащих на пути к единению и для возможного содействия скорейшему достижению конечной цели» (то есть восстановлению единства и общения) поручил Синоду образовать постоянную комиссию при Синоде с отделениями в России и за границей для взаимодействия с инославными церквами. Однако тогда учредить её не удалось.
4 апреля 1946 года решением Священного синода Русской православной церкви был образован Отдел внешних церковных сношений, который имел своей целью: «производство дел по управлению заграничными учреждениями Русской Православной Церкви (епархии, приходы, экзархаты, митрополичьи круга, духовные миссии и т. п.); связи с автокефальными Православными Церквами; ведение переписки с заграничными учреждениями; обработку иностранной корреспонденции: перевод на русский язык, составление ответов, подготовка архивных и научных справок; составление докладов по всем принципиальным вопросам, возникающим в связи с управлением заграничными учреждениями, взаимоотношением Русской Церкви с другими автокефальными Церквами и руководством инославных вероисповеданий».
Первоначально Отдел имел малый штат; наряду с митрополитом Николаем первым сотрудником отдела был Алексей Буевский (делопроизводитель и архивариус с 1 июня 1946 года).
По словам члена Межсоборного присутствия РПЦ Давида Гзгзяна: «в структуре Московской патриархии создается специальный орган — Отдел внешних церковных сношений <…> его глава с тех самых пор является в РПЦ „человеком номер два“. Случай уникальный во всей мировой церковной истории — чтобы ключевая роль в деятельности церкви принадлежала департаменту внешних связей, который в обычном случае должен занимать самое скромное место».
Работу по укреплению отдела в 1960—1961 годах провёл Совет по делам Русской православной церкви при Совете министров СССР, «выполняя решение ЦК КПСС от 25 июля 1960 года».
В соответствии с решением Священного синода от 16 марта 1961 года руководитель отдела всегда должен быть в епископском сане и постоянным членом Священного синода Русской православной церкви.
В первой половине 1962 года ОВЦС приобрёл здание на улице Рылеева, ставшее на долгие годы местом его деятельности.
С 1965 по 2009 годы ОВЦС МП выпускал «Информационный бюллетень Отдела внешних церковных сношений МП» (до 1998 года в форме машинописного пресс-релиза для служебного пользования, с 1999 года — ежемесячно в полиграфическом варианте). Бюллетень не имел строгой периодичности и размещал информацию о международных церковных контактах, наиболее значимых событиях в РПЦ и других поместных и инославных Церквах, а также обзоры статей, опубликованных в зарубежной церковной периодике, и др.
16 декабря 1969 года Священный синод постановил «1. Образовать в Киеве при Экзархе Украины филиал Отдела внешних церковных сношений Московского Патриархата; 2. Председателем филиала быть Преосвященному митрополиту Киевскому и Галицкому, Экзарху Украины».
25 июля 1979 года определением Священного синода в Ленинграде при митрополите Ленинградском и Новгородском был образован ещё один филиал ОВЦС.
По случаю 35-летия, 6 марта 1981 года отдел награждён орденом преподобного Сергия Радонежского I степени.
15 октября 1985 года отдел переехал из небольшого особняка на улице Рылеева, дом 18/2 в отреставрированный четырёхэтажный Новый братский корпус на территории Московского Данилова монастыря, переданного Церкви в преддверии 1000-летия крещения Руси.
27 апреля 1986 года, в год 40-летия, отделу вручён орден святого равноапостольного великого князя Владимира I степени.
В 1990-е годы представители «Сектора по связям с нехристианскими религиями» неоднократно посещали Чечню с миротворческой миссией, некоторые из них были пленены.
21 августа 1997 года в связи с реструктуризацией отдела «вместо ранее существовавших секторов, отвечавших за отдельные узкие направления деятельности Отдела» появились новые подразделения: секретариат по межправославным связям и загранучреждениям, секретариат по межхристианским связям, секретариат по взаимоотношениям Церкви и общества и административно-финансовый секретариат; секторы зарубежных учреждений, православного паломничества, позже — служба коммуникации и сектор публикаций.
31 марта 2009 года Священный синод на первом своём заседании под председательством новоизбранного патриарха Кирилла реформировал ОВЦС, образовав новые синодальные учреждения, которым были поручены некоторые сферы деятельности, которым ранее занимался ОВЦС. Так, был образован Отдел по взаимоотношениям Церкви и общества, к ведению которого отошло «осуществление связей с органами законодательной власти, политическим партиями, профессиональными и творческими союзами, иными институтами гражданского общества на канонической территории Московского Патриархата». Епархии, представительства, подворья, монастыри и ставропигиальные приходы в дальнем зарубежье, ранее находившиеся в ведении ОВЦС, были непосредственно подчинены Патриарху Московскому всея Руси; для управления ими был создан Секретариат Московской патриархии по зарубежным учреждениям (с 2010 года — управление по зарубежным учреждениям Московской патриархии). Был создан Синодальный информационный отдел. Действовавший при ОВЦС филиал аспирантуры Московской духовной академии был преобразован в Общецерковную аспирантуру и докторантуру имени святых равноапостольных Кирилла и Мефодия.
В 2011 году к 65-летнему юбилею на средства, выделенные благотворительным фондом имени святителя Григория Богослова, фасад ОВЦС украшен мозаичным изображением Пресвятой Богородицы с омофором в руках.
6 апреля 2016 года по благословению патриарха Московского и всея Руси Кирилла учреждена награда отдела внешних церковных связей Московского патриархата — медаль святителя Марка Ефесского.
25 августа 2022 года решением Священного синода «в целях усиления координации участия зарубежных учреждений Русской Православной Церкви во внешней церковной деятельности было принято решение передать функции управления Московской патриархии по зарубежным учреждениям, упразднив последнее, в ведение Отдела внешних церковных связей, для чего образовать в его структуре соответствующий секретариат».

## Руководители отдела
- митрополит Николай (Ярушевич) (4 апреля 1946 — 21 июня 1960)
- митрополит Никодим (Ротов) (21 июня 1960 — 30 мая 1972)
- митрополит Ювеналий (Поярков) (30 мая 1972 — 14 апреля 1981)
- митрополит Филарет (Вахромеев) (14 апреля 1981 — 13 ноября 1989)
- митрополит Кирилл (Гундяев) (13 ноября 1989 — 1 февраля 2009)
- епископ Марк (Головков) (11 февраля — 31 марта 2009) временно и. о.
- митрополит Иларион (Алфеев) (31 марта 2009 — 7 июня 2022)
- митрополит Антоний (Севрюк) (с 7 июня 2022)

## Современное состояние

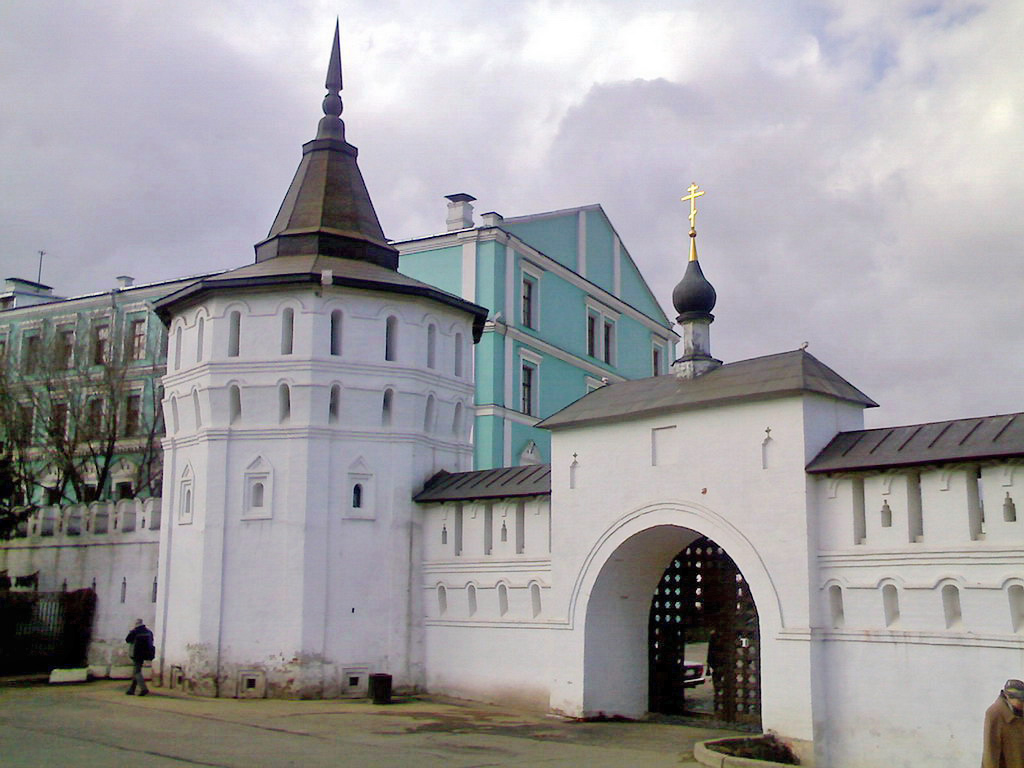

Статус и функции отдела определены уставом РПЦ, принятым Юбилейным архиерейским собором Русской православной церкви в 2000, в частности главой VI, и уставом отдела, утверждённым Священным синодом в 1992 году и измененным в 1999, 2001 и 2022 годах. Согласно главе XIV Устава РПЦ, «высшая церковная власть осуществляет свою юрисдикцию» над «церковными учреждениями в дальнем зарубежье» через Отдел внешних церковных связей.
ОВЦС подотчётен Священному синоду, который ежегодно утверждает программу его деятельности. Руководящими документами для ОВЦС являются постановления поместных и архиерейских соборов Русской православной церкви, определения Священного синода, указы и распоряжения патриарха Московского и всея Руси. Председатель ОВЦС назначается Священным синодом Русской православной церкви. Согласно определению Священного синода от 16 марта 1961 года, председатель отдела должен быть в епископском сане и иметь статус постоянного члена Священного синода.
Предназначение, задачи и функции Отдела определяются следующим образом:

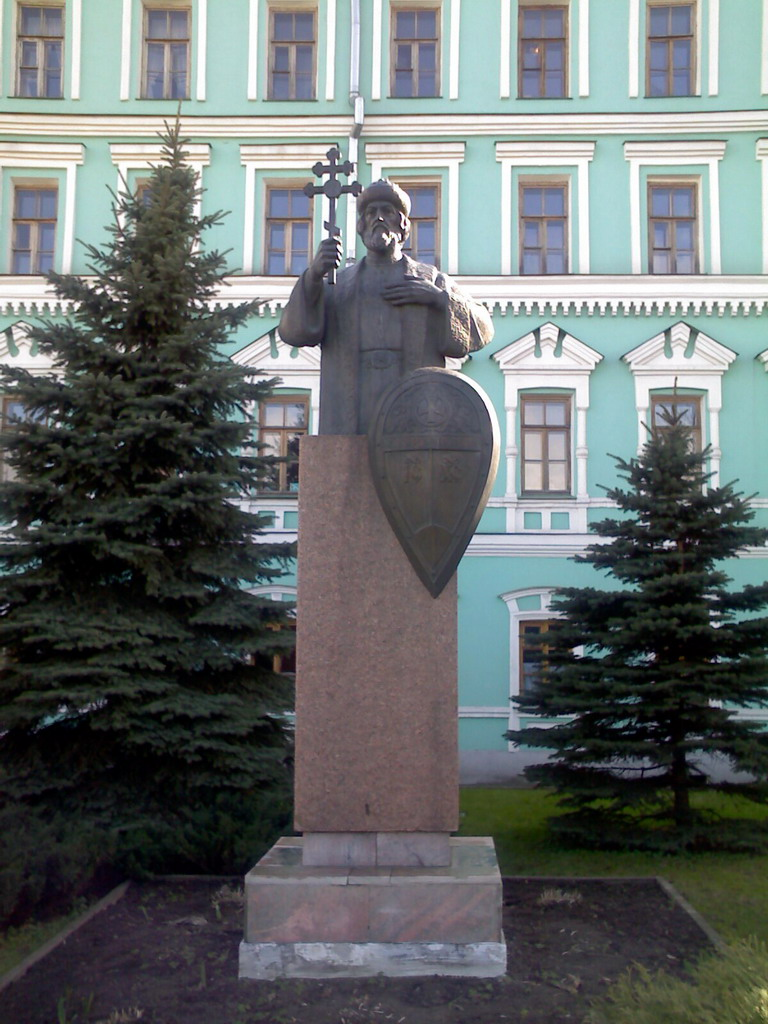

представляет Русскую Православную Церковь в её сношениях с внешним миром. Отдел осуществляет связи Русской Православной Церкви с Поместными Православными Церквами, инославными церквами и христианскими объединениями, нехристианскими религиями, правительственными, парламентскими, общественными организациями и учреждениями, межправительственными, религиозными и общественными международными организациями, светскими средствами массовой информации, культурными, экономическими, финансовыми и туристическими организациями. ОВЦС МП осуществляет в пределах канонических полномочий иерархическое, административное и финансово-хозяйственное управление епархиями, миссиями, монастырями, приходами, представительствами и подворьями Русской Православной Церкви в дальнем зарубежье, а также содействует работе подворий Поместных Православных Церквей на канонической территории Московского Патриархата. В рамках ОВЦС МП действуют: Служба православного паломничества, осуществляющая поездки архиереев, пастырей и чад Русской Церкви к святыням дальнего зарубежья; Служба коммуникации, которая поддерживает общецерковные взаимосвязи со светскими средствами массовой информации, наблюдает за публикациями о Русской Православной Церкви, поддерживает официальный сайт Московского Патриархата в интернете; Сектор публикаций, который издаёт Информационный бюллетень ОВЦС и церковно-научный журнал Церковь и время.

Структура отдела
- секретариат по межправославным отношениям;
- секретариат по межхристианским отношениям;
- секретариат по межрелигиозным отношениям;
- секретариат по делам дальнего зарубежья;
- секретариат по зарубежным учреждениям;
- служба коммуникации;
- сектор публикаций;
- сектор протокола;
- служба переводов;
- канцелярия;
- филиал отдела в Санкт-Петербурге;
- Комиссия по делам старообрядных приходов и по взаимодействию со старообрядчеством[26].

В Отделе имеется ряд подразделений, работа которых носит вспомогательный характер, однако также необходимых для его функционирования: архив, канцелярия, склад, экспедиция.
Митрполит Иларион (Алфеев) описал свой отдел так: «Деятельность ОВЦС можно сравнить со служением пограничников: мы призваны охранять внешние рубежи нашей Церкви. Тяжелейшим вызовом, перед которым в настоящее время стоят как Русская Православная Церковь, так и весь православный мир, стали антиканонические действия Константинопольского Патриарха, который своим признанием раскольников на Украине и претензиями на некую особую власть над другими Церквами не только разрушил отношения с Московским Патриархатом, но и спровоцировал разделения в мировом Православии (…) Особым попечением Отдела внешних церковных связей всегда была забота о православных соотечественниках, оказавшихся за рубежами Родины».

## Руководство отдела
- Митрополит Волоколамский Антоний (Севрюк) — председатель;
- Архимандрит Филарет (Булеков) — заместитель председателя[28];
- Протоиерей Игорь Выжанов — заместитель председателя[29];
- Протоиерей Игорь Якимчук — заместитель председателя[30].

## Награды
- Благодарность Президента Российской Федерации (19 мая 2021 года) — за большой вклад в развитие международных и межконфессиональных отношений[31].